# 归化县 (福建)
归化县，1470年至1933年间福建省存在的一个县，今明溪县的旧县名。
明朝成化六年（1470年），析清流归上、归下里，宁化柳杨、下觉里，将乐兴善、中和里，沙县沙阳里合置，隶属汀州府。1913年（民国二年）废汀州府后隶属汀漳道，1925年国民政府废道后直属福建省管辖。1931年，中国工农红军占领后成为中华苏维埃共和国的二十一县之一。在此期间，先后隶属于中华苏维埃共和国福建省（闽粤赣省）、闽赣省。1933年4月，因福建省归化县与绥远省归化城同名，国民政府改福建省归化县为明溪县。